# Assumptionister
Assumptionister, franska Pères de l'Assomption, fäder av Jungfru Marie himmelsfärd, är en fransk kongregation inom Romersk-katolska kyrkan som följer augustinordens regel. Kongregationen stiftades 1520 och förnyades 1845 av den franske prästen Emmanuel d'Alzon. Den idkade på senare tid i Frankrike huvudsakligen politisk agitation i klerikalt-ultramontant syfte, dels genom den 1883 uppsatta politiska tidningen La Croix, dels genom massor av flygskrifter, veckoskrifter, kalendrar, illustrerad folkläsning och valkatekeser, utgivna på tidningens tryckeri. På grund därav upplöstes kongregationen av domstolarna år 1900 och tvingades i exil. Assumptionister finns även i andra länder.